# Endless Ocean 2: Adventures of the Deep
Endless Ocean 2: Adventures of the Deep (japonês: FOREVER BLUE 海の呼び声, Hepburn: Forever Blue: Umi no Yobigoe), conhecido na América do Norte como Endless Ocean: Blue World, é um jogo eletrônico de aventura e mergulho autônomo desenvolvido pela Arika e publicado pela Nintendo. Uma sequência de Endless Ocean, o jogo foi lançado no Japão em setembro de 2009 e na Europa, América do Norte e Austrália em fevereiro de 2010. Na Europa, ele foi lançado sob a marca Touch! Generations.
O jogo foi anunciado em uma conferência da Nintendo em 2 de outubro de 2008. Uma sequência, Endless Ocean Luminous, foi lançada mundialmente em 2 de maio de 2024 para Nintendo Switch.

## Jogabilidade
Endless Ocean 2 expande a jogabilidade de Endless Ocean, permitindo que os jogadores viajem para doze pontos de mergulho diferentes em todo o mundo, incluindo localizações polares e de água doce. A capacidade de mergulhar com um golfinho como companheiro retorna do primeiro jogo, com o jogador agora podendo montá-lo para atravessar a água. O aquário também retorna, e agora o jogador pode andar fora dos tanques. Várias novas áreas foram introduzidas, como o Anexo da Vida Marinha (em inglês: Marine Life Annex), que abriga espécies costeiras, como pinguins, aves marinhas e focas, e o Mundo Pequeno (em inglês: Small World), que abriga peixes menores e invertebrados.

O jogador sendo atacado por um jacaré, com o ícone de perigo visível na tela.

Também é possível vender tesouros e artefatos recuperados, obtendo dinheiro que pode ser usado para comprar itens, incluindo novos trajes de mergulho, itens para decorar a ilha e o recife particular. Além disso, é possível adquirir melhorias que permitem mergulhar por mais tempo e reduzem o risco de sofrer danos causados por perigos, como criaturas hostis ou falta de oxigênio.  Criaturas potencialmente perigosas, como tubarões, crocodilos e enguias elétricas, agora exibem um aviso e podem atacar o jogador. O jogador pode expulsá-las usando uma ferramenta semelhante a um tranquilizante chamada Pulsar, que pode disparar cargas elétricas para acalmá-las e também pode curar criaturas doentes ou feridas.
O jogo inclui diferentes animais, como golfinhos, baleias, leões-marinhos, pinguins, peixes-boi, tubarões e tartarugas marinhas, com cerca de 400 espécies diferentes de peixes, mamíferos, pássaros, invertebrados, répteis e anfíbios. Há também 30 criaturas lendárias que podem ser encontradas em várias regiões do jogo: algumas delas desempenham um papel no enredo do jogo e podem ser interagidas a qualquer momento depois disso, mas a maioria exige uma condição especial para ser encontrada. Endless Ocean 2 inclui um modo multijogador cooperativo online que permite que os jogadores se comuniquem usando o acessório Wii Speak, que foi incluído com o jogo por um curto período. Assim como no primeiro jogo, os jogadores podem tirar fotos durante os mergulhos, que agora podem ser salvas em um cartão SD.

## Recepção
Endless Ocean 2: Adventures of the Deep recebeu análises "geralmente favoráveis" da crítica especializada, de acordo com o agregador de críticas Metacritic. No Japão, a Famitsu deu ao jogo uma nota de 36 de 40, um ponto a mais do que ao seu antecessor, recebendo uma nota nove de cada um dos quatro avaliadores.
Ray Barnholt, da 1Up.com, afirmou que o jogo é "uma ótima sequência: há muito mais para ver e fazer, com aprimoramentos em todos os aspectos, desde o gráfico até a jogabilidade." No entanto, ele criticou a falta de músicas de fundo no jogo, chamando-o de "estranhamente silencioso", bem como a falta de suporte à adição de canções do jogador via cartão SD, que era possível em seu antecessor. Chad Concelmo, da Destructoid, concordou com a ideia de que Adventures of the Deep é "uma grande melhoria em relação ao jogo original e uma experiência realmente maravilhosa," além de elogiar a história "surpreendentemente sólida", os gráficos e o valor educativo e de entretenimento do jogo.
Nathan Meunier, da GameSpot, e Craig Harris, da IGN, destacaram a natureza lenta e meditativa do jogo, com o primeiro afirmando que ela "certamente não é para todos," e o segundo lamentando que o conceito do jogo nunca o tenha "tocado com o mesmo impacto que teve em outros críticos." Oli Welsh, da Eurogamer, considerou o jogo uma "experiência genuinamente pacífica e relaxante", comparando-o a "férias legais com aventuras para todas as idades". A Official Nintendo Magazine foi um pouco mais crítica em relação ao jogo, chamando-o de "louco [...] mas longe de ser cativante", mas também de "verdadeiramente divertido, mas não repleto de ação." A revista também fez comentários positivos sobre a experiência e os gráficos do jogo, o que fez com que ele recebesse uma pontuação um pouco mais alta do que seu antecessor.